# معركة بورنوس الثانية
شهدت معركة بورنوس الثانية في 31 مايو 1812، مهاجة قوة إسبانية بقيادة فرانسيسكو باليستيروس لفرقة فرنسية إمبراطورية تحت قيادة نيكولا فرانسوا كونرو. وعلى الرغم من تحقيق الإسبان لعنصر المفاجأة، فإن الجنود الفرنسيين المتفوقين عددياً عاودوا القتال وصدوا مهاجميهم. تكبد الإسبان خسائر أعلى بكثير من الفرنسيين. وقد دارت المعركة في مدينة بورنوس الواقعة على بعد حوالي 40 ميلاً شمال شرق خيريز دي لا فرونتيرا على الطريق 342. وقد جرت المعركة ضمن حرب الاستقلال الإسبانية، التي بدورها جزء من الحروب النابليونية.

## المعركة
في مارس 1812، استولى الجنرال نيكولا فرانسوا كونرو على المدينة بفرقة مكونة من 5445 رجلاً مقسمين على ثمان كتائب بالإضافة إلى المدفعية المرافقة. غادر فرانسيسكو باليستيروس جبل طارق في أوائل مايو واتجه نحو بورنوس. هاجمت القوات الإسبانية متدثرة بالضباب المدينة، محققة انتصار أولي. ومع ذلك، تمكن كونرو من حشد قواته وبدأ في شن سلسلة من الهجمات المضادة. ضمت القوات الفرنسية الفوج التاسع من المشاة الخفيفة والفوج السادس والتسعين من خط المشاة، والفوج الخامس من سلاح الخيالة الخفيفة "Chasseurs à Cheval"، إضافة إلى سرية خيالة من الفوج الثاني. وفي النهاية، تمكن كونرو من إلحاق الهزيمة بباليستيروس، حيث أسر 600 جندي إسباني وأربعة مدافع ورايتين. قسم المؤرخ ديجي سميث الوحدات الفرنسية إلى كتيبتين لكل من الفوج التاسع من المشاة الخفيفة والفوج السادس والتسعين من خط المشاة، كتيبة خفيفة من الفوج السادس عشر والفوج الخامس من سلاح الخيالة الخفيفة "Chasseurs à Cheval"، بما مجموعه 4500 رجل. وأشار إلى أن باليستروس خسر 1500 رجل وأربعة مدافع من إجمالي قوة قوامها 8500 جندي. كتب ديفيد جيتس أن الفرنسيين فقدوا حوالي 500 رجل ووافق سميث على أن رجال كونرو ألحقوا بأعدائهم خسائر تناهز 1500 رجل.
كانت معركة سابقة قد وقعت في 5 نوفمبر 1811. حينما فشلت ثلاثة أرتال عسكرية فرنسية في محاولة الإيقاع بقوة إسبانية يقودها باليستيروس. وعوضاً من ذلك، هاجم الجنرال الأسباني أحد الأرتال التي تبحث عنه وكبده خسارة 100 رجل، كما استمال الكتيبة الإسبانية خورمينتادو "Juramentado" الموالية لفرنسا بالكامل إلى جانبه.